# Sonate K. 254
La sonate K. 254 (F.202/L.219) en ut mineur est une œuvre pour clavier du compositeur italien Domenico Scarlatti.

## Présentation
La sonate K. 254 en ut mineur, notée Allegro, se développe à deux voix simplement à partir d'une imitation en canon à l'octave qui revient quatre fois. Scarlatti ménage de nombreux contretemps qui ajoutent une dose d'imprévisibilité dans une sorte d'écriture obsessionnelle et répétitive. Elle est de nature souvent considérée comme sèche ou « pauvre ». Superficiellement, elle peut paraître fade, mais la sonate a une logique interne pure, donnant à sa structure une grande complexité.
Elle peut être considérée comme un essai sur le contrepoint. L'ouverture suggère un style typique de contrepoint et un prétexte pour l'examen de divers types de contrepoint, la plupart du temps assez étranges. À la mesure 10, la main gauche figure un rythme boitant (alla zoppa) et la main droite se déplace par mouvements contraires. Dès la mesure 17, ceci est remplacé par le retour du procédé d'imitation, mais agrémenté de bizarreries : un triton non résolu, mais également des quintes parallèles. Les lois strictes de l'écriture du contrepoint ne sont guère mis en évidence. À partir de la mesure 33, Scarlatti reprend le rythme boiteux de la main gauche sur trois octaves descendants (et quelques quintes parallèles décalées) et la reprend de nouveau, comme en tournant en rond. Peut-être l'œuvre n'a-t-elle qu'un objectif : se présenter comme une satire contrapuntique.
Le lien fort, quoique subtil, entre cette sonate et la suivante, K. 255 (dans le relatif majeur), se montre dans l'imitation rythmique et figurative que Scarlatti utilise.

## Manuscrit
Le manuscrit principal est le numéro 19 du volume IV (Ms. 9775) de Venise (1754), copié pour Maria Barbara ; l'autre est Parme VI 9. Une copie figure dans le manuscrit de Saragosse, no 47, fos 93v-95r (Ms. FCR/194.1).

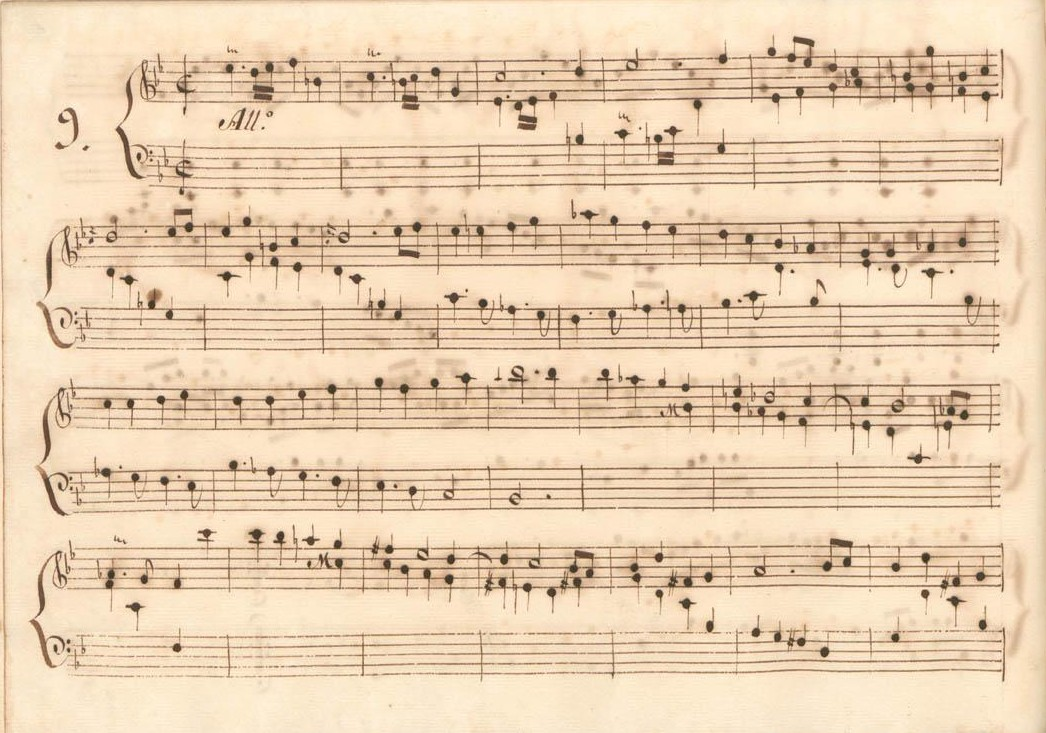
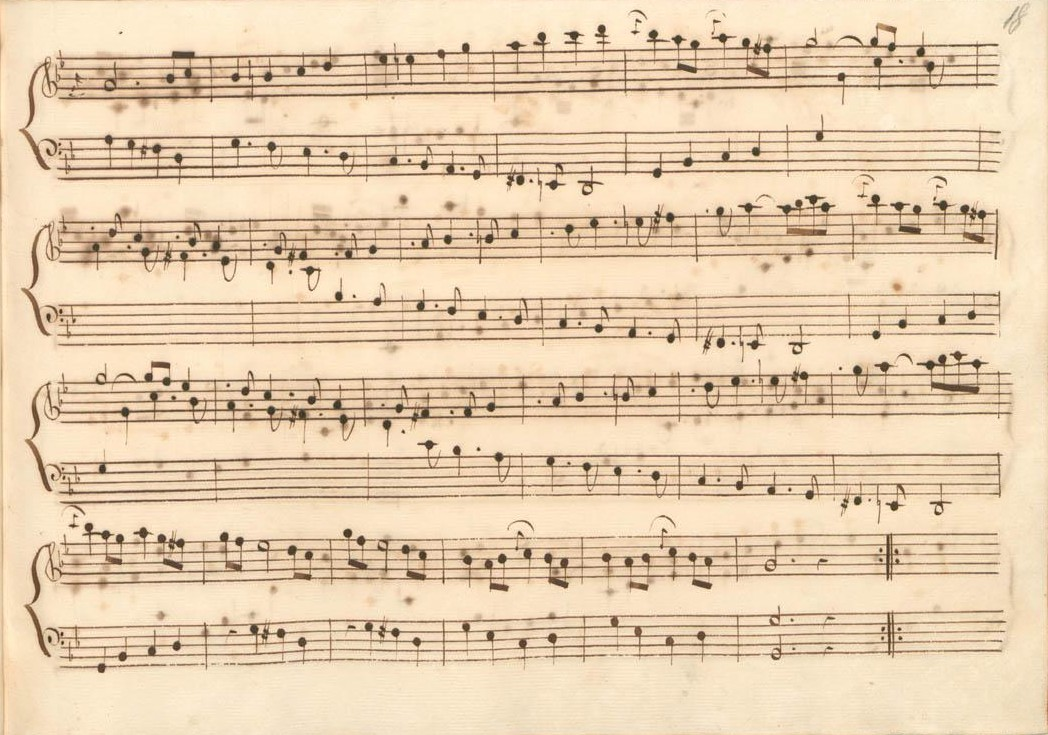
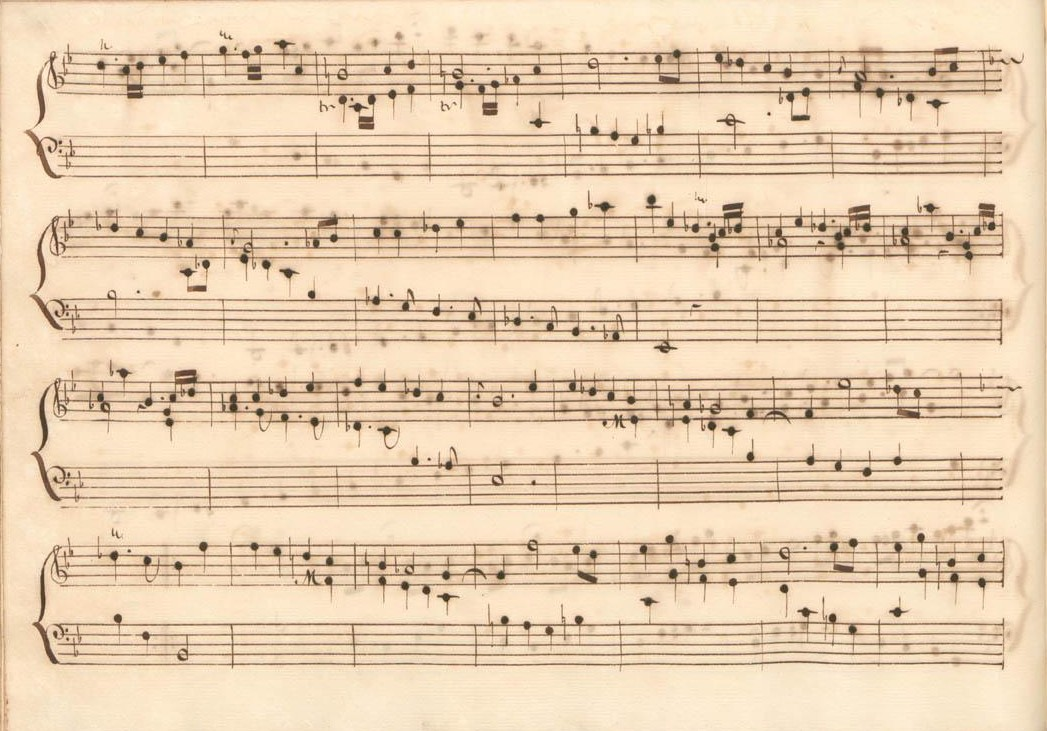
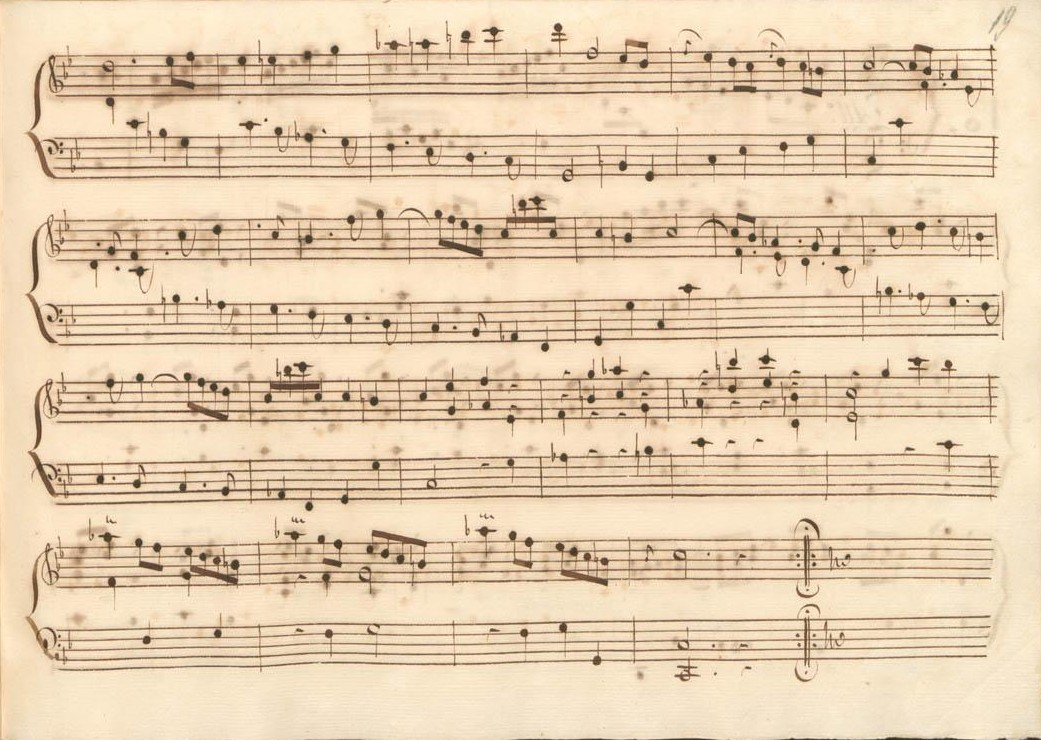

## Interprètes
La sonate K. 254 est défendue au piano, notamment par Carlo Grante (2013, Music & Arts, vol. 4) et Duanduan Hao (2011, Naxos, vol. 14) ; au clavecin par Scott Ross (1985, Erato), Richard Lester (2002, Nimbus, vol. 2), Pieter-Jan Belder (Brilliant Classics, vol. 6) et Mark Swinton (2016, Willowhayne Records). Roberto Aussel l'interprète à la guitare (2005, Æon).

## Sources
: document utilisé comme source pour la rédaction de cet article.
- Ralph Kirkpatrick (trad. de l'anglais par Dennis Collins), Domenico Scarlatti, Paris, Lattès, coll. « Musique et Musiciens », 1982 (1re éd. 1953 (en)), 493 p. (ISBN 978-2-7096-0118-4, OCLC 954954205, BNF 34689181).
- Alain de Chambure, « Domenico Scarlatti : Intégrale des sonates — Scott Ross », Erato (2564-62092-2), 1985 (OCLC 891183737) .
- (en) W. Dean Sutcliffe, The Keyboard Sonatas of Domenico Scarlatti and Eighteenth-Century Musical Style, Cambridge / New York, Cambridge University Press, 2008, xi-400 (ISBN 978-0-521-07122-2, OCLC 1005658462, BNF 42017486), p. 15–18.
- (en) Carlo Grante, « Domenico Scarlatti, intégrale des sonates pour clavier (vol. 3) », Music & Arts (CD-1292), 2013 (OCLC 907929504) .
- (es) Celestino Yáñez Navarro (thèse), Nuevas aportaciones para el estudio de las sonatas de Domenico Scarlatti. Los manuscritos del Archivo de Música de las Catedrales de Zaragoza, Universitat Autònoma de Barcelona, 2016 (lire en ligne).